# Saamáka
Saamáka, eller saarmaccan, är ett engelskbaserat kreolspråk som talas i Surinam och Franska Guyana. Språket talas av cirka 24 000 människor i Surinam och 2000 i Franska Guyana.
Till skillnad från sranantonga, som också talas i Surinam, har saamáka mer inflytande från de afrikanska ursprungsspråken, (både kwa- och bantuspråk). En orsak till detta kan vara att saamáka uppstod bland de slavar som lyckades att fly från plantager..
Språket skrivs med latinska alfabetet. Nya testamentet översattes till saamáka år 2009.

## Fonologi

### Konsonanter
|             | Labial | Alveolar | Palatal  | Velar  | Velar    | Labiovelar | Glottal |
| Norm.       | Labial | Alveolar | Palatal  | Lab.   |          | Labiovelar | Glottal |
| ----------- | ------ | -------- | -------- | ------ | -------- | ---------- | ------- |
| Nasal       | m      | n        | ɲ        |        |          |            |         |
| Klusil      | p \| b | t \| d   |          | k \| g | kʷ \| gʷ | kp \| gb   |         |
| Implosiv    | ɓ      | ɗ        |          |        |          |            |         |
| Affrikat    |        |          | t͡ʃ \| d͡ʒ |        |          |            |         |
| Frikativ    | f \| v | s \| z   |          |        | ɣʷ       |            | h       |
| Lateral     |        | l        |          |        |          |            |         |
| Approximant |        |          | j        |        | w        |            |         |

Källa:

### Vokaler
|              | Främre | Central | Bakre |
| ------------ | ------ | ------- | ----- |
| Sluten       | i      |         | u     |
| Mellansluten | e      |         | o     |
| Mellanöppen  | ɛ      |         | ɔ     |
| Öppen        |        | a       |       |

Källa: